# 30 سبتمبر
- السبت
- الأحد
- الاثنين
- الثلاثاء
- الأربعاء
- الخميس
- الجمعة

- 307 ربيع الأول 1447  هـ
- 318 ربيع الأول 1447  هـ
- 19 ربيع الأول 1447  هـ
- 210 ربيع الأول 1447  هـ
- 311 ربيع الأول 1447  هـ
- 412 ربيع الأول 1447  هـ
- 513 ربيع الأول 1447  هـ
- 614 ربيع الأول 1447  هـ
- 715 ربيع الأول 1447  هـ
- 816 ربيع الأول 1447  هـ
- 917 ربيع الأول 1447  هـ
- 1018 ربيع الأول 1447  هـ
- 1119 ربيع الأول 1447  هـ
- 1220 ربيع الأول 1447  هـ
- 1321 ربيع الأول 1447  هـ
- 1422 ربيع الأول 1447  هـ
- 1523 ربيع الأول 1447  هـ
- 1624 ربيع الأول 1447  هـ
- 1725 ربيع الأول 1447  هـ
- 1826 ربيع الأول 1447  هـ
- 1927 ربيع الأول 1447  هـ
- 2028 ربيع الأول 1447  هـ
- 2129 ربيع الأول 1447  هـ
- 2230 ربيع الأول 1447  هـ
- 231 ربيع الآخر 1447  هـ
- 242 ربيع الآخر 1447  هـ
- 253 ربيع الآخر 1447  هـ
- 264 ربيع الآخر 1447  هـ
- 275 ربيع الآخر 1447  هـ
- 286 ربيع الآخر 1447  هـ
- 297 ربيع الآخر 1447  هـ
- 308 ربيع الآخر 1447  هـ
- 19 ربيع الآخر 1447  هـ
- 210 ربيع الآخر 1447  هـ
- 311 ربيع الآخر 1447  هـ

30 سبتمبر أو 30 أيلول أو يوم 30 \ 9 (اليوم الثلاثون من الشهر التاسع) هو اليوم الثالث والسبعون بعد المئتين (273) من السنوات البسيطة، أو اليوم الرابع والسبعون بعد المئتين (274) من السنوات الكبيسة وفقًا للتقويم الميلادي الغربي (الغريغوري). يبقى بعده 92 يوما لانتهاء السنة.

## أحداث
- 1895 - الفرنسيون يحتلون عاصمة مدغشقر «أنتاناناريفو».
- 1896 - التوقيع على اتفاقية فرنسية / إيطالية تنازلت فيها إيطاليا عن مطالبها وأطماعها في تونس.
- 1938 - التوقيع على معاهدة ميونخ والتي رضخ فيها رئيس وزراء المملكة المتحدة نيفيل تشامبرلين ورئيس وزراء فرنسا إدوار دلادييه لمطالب أدولف هتلر وبينيتو موسوليني.
- 1939 - ألمانيا النازية والاتحاد السوفيتي يوقعان على اتفاقية لاقتسام بولندا.
- 1947 - انضمام باكستان والمملكة المتوكلية اليمنية إلى الأمم المتحدة.
- 1955 - سلطان المغرب محمد بن عرفة يتنازل عن العرش لمصلحة محمد بن يوسف.
- 1956 - جبهة التحرير الوطني الجزائرية تقوم بأولى عمليات التفجير في مقاه أوروبية في الجزائر العاصمة وذلك أثناء ثورة التحرير الجزائرية.
- 1958 - الاتحاد السوفيتي يستأنف أبحاثه النووية.
- 1965 - فشل محاولة انقلاب على الرئيس الإندونيسي أحمد سوكارنو قامت بتواطئ بين الجيش والشيوعيين.
- 1966 - استقلال بوتسوانا.
- 1980 - إسرائيل تعتمد الشيكل عملة بديلة بدلًا من الجنيه.
- 1989 - النواب اللبنانيون يتوصلون في «مباحثات الطائف» في السعودية إلى اتفاق لإنهاء الحرب الأهلية، وهو الاتفاق الذي عرف باسم اتفاق الطائف.
- 1991 - انقلاب عسكري يطيح بالرئيس جان برتران أريستيد في هايتي.
- 1992 - جوزيه إدواردو دوس سانتوش يتولى رئاسة أنغولا.
- 1993 - مقتل أكثر من 20000 شخص في زلزال في ولاية ماهاراشترا جنوب غرب الهند بقوة 6.4 درجة على مقياس ريختر.
- 1999 - وقوع حادث نووي بمصنع معالجة اليورانيوم في توكايمورا.
- 2005 - صحيفة يولاندس بوستن الدنماركية تنشر سلسلة من الرسوم الكاريكاتورية يصور بعضها النبي محمد على أنه إرهابي.
- 2010 -
  - محكمة هندية تصدر حكمًا لصالح تقاسم أرض مسجد بابري المتنازع عليه بين الهندوس والمسلمين منذ عشرات السنين، على أن يمنح للمسلمين ثلث الأرض ويتم تقاسم الثلثين الباقيين على الجماعات الهندوسية.
  - حشود من قوات الأمن الإكوادورية تخرج في احتجاجات على سياسة التقشف الاقتصادي للحكومة بعد إقرارها لقانون يلغي العلاوات والبدلات التي يحصل عليها الموظفون في الحكومة بمن فيهم قوات الجيش والشرطة، والرئيس رفاييل كوريا يقول بعدما أجبر على الفرار من من ثكنة رئيسية لقوات الأمن في العاصمة كيتو ولجوئه لأحد المستشفيات إن السبب في هذه الأعمال هي المعارضة وقطاعات من قوات الجيش والشرطة، ويصف الأحداث بأنها محاولة انقلابية.
- 2011 -
  - مقتل القيادي في تنظيم القاعدة في جزيرة العرب أنور العولقي في غارة جوية أمريكية على سيارتين كانتا تتنقلان بين محافظتي مأرب والجوف، وقُتل معه بالحادث عدد من رفاقه.
  - آلاف المسيحيين في مصر يعلنون عزمهم الاعتصام أمام مبنى الإذاعة والتلفزيون بماسبيرو احتجاجًا على حرق كنيسة بالماريناب بإدفو بأسوان.
- 2012 - الفيضانات تشرد 15 ألف بشرق نيجيريا.
- 2014 - شركة مايكروسوفت تكشف عن نظامها ويندوز 10 الجديد.
- 2015 - روسيا تشرع بتنفيذ ضربات جوية ضمن تدخلها كطرفٍ إلى جانب النظام السوري ضمن الحرب الأهلية في سوريا، وتضارب حول الأهداف التي أصابتها.
- 2016 - محكمة قبرصية تقضي بتسليم خاطف الطائرة المصرية من مطار برج العرب في مارس الماضي.
- 2018 - استفتاء في جمهورية مقدونيا لأجل تسوية النزاع مع اليونان، والمصوتون يصوتون بالأغلبية على تأييد السؤال: "هل تدعم عضوية الاتحاد الأوروبي ومنظمة حلف شمال الأطلسي بقبول الاتفاق بين مقدونيا واليونان؟"؛ إلا أن نسبة المشاركة في الاستفتاء كانت ضئيلة (حوالي 37 %) بعد دعوات للمقاطعة.
- 2020 - الشيخ نواف الأحمد الجابر الصباح يؤدي اليمين الدستورية في جلسة خاصة عقدها مجلس الأمة، ليصبح أمير الكويت السادس عشر.
- 2022 - روسيا تُعلن ضمَّها أربع مناطق في شرق أوكرانيا (لوهانسك ودونيتسك وزاباروجية وخيرسون) بعد سبعة أشهر من بداية غزوها للبلاد.

## مواليد
- 1207 - جلال الدين الرومي، أديب وفقيه ومنظر وقانوني صوفي.
- 1715 - كوندياك، فيلسوف فرنسي.
- 1765 - خوسيه ماريا موريلوس، ثوري مكسيكي.
- 1870 - جن بيرين، عالم فيزياء فرنسي حاصل على جائزة نوبل في الفيزياء عام 1926.
- 1905 - نيفيل موت، عالم فيزياء إنجليزي حاصل على جائزة نوبل في الفيزياء عام 1977.
- 1907 - أنطون بطرس خريش، رجل دين مسيحي لبناني وبطريرك الكنيسة المارونية.
- 1928 - إيلي فيزيل، كاتب أمريكي حاصل على جائزة نوبل للسلام عام 1986.
- 1939 - جون ماري لين، عالم كيمياء فرنسي حاصل على جائزة نوبل في الكيمياء عام 1987.
- 1943 - يوهان دايزنهوفر، عالم كيمياء حيوية فرنسي حاصل على جائزة نوبل في الكيمياء عام 1988.
- 1945 - إيهود أولمرت، رئيس وزراء إسرائيل.
- 1951 - باري مارشال، طبيب أسترالي حاصل على جائزة نوبل في الطب عام 2005.
- 1962 - فرانك ريكارد، مدرب ولاعب كرة قدم هولندي.
- 1964 - مونيكا بيلوتشي، ممثلة إيطالية.
- 1972 - عبير شمس الدين، ممثلة سورية.
- 1975 - ماريون كوتيار، ممثلة فرنسية.
- 1977 - صن جيهاي، لاعب كرة قدم صيني.
- 1979 - أندي فان در مايده، لاعب كرة قدم هولندي.
- 1980 - مارتينا هينجيز، لاعبة كرة مضرب سويسرية.
- 1985 -
  - تي-بين، مغني أمريكي.
  - حلا، ممثلة سعودية.
- 1986 - كريستيان زاباتا، لاعب كرة قدم كولومبي.
- 1989 - رهف شقير، ممثلة سورية.

## وفيات
- 420 - جيروم، قديس كاثوليكي.
- 788 - عبد الرحمن الداخل، مؤسس الدولة الأموية في الأندلس.
- 1674 - ابن المفضل الشبامي، عالم مسلم يمني.
- 1955 - جيمس دين، ممثل أمريكي.
- 1990 - باتريك وايت، أديب أسترالي حاصل على جائزة نوبل في الأدب عام 1973.
- 1994 - أندريه لووف، عالم أحياء دقيقة فرنسي حاصل على جائزة نوبل في الطب عام 1965.
- 2000 - محمد الدرة، طفل فلسطيني قتل على يد القوات الإسرائيلية.
- 2007 - صلحي الوادي، موسيقار عراقي.
- 2008 - جورج عدة، سياسي تونسي.
- 2011 -
  - أنور العولقي، قيادي في تنظيم القاعدة في جزيرة العرب.
  - رالف ستاينمان، عالم كندي في علم المناعة حاصل على جائزة نوبل في الطب عام 2011.
- 2012 - أحمد خليل عبد الجبار، دبلوماسي‌ وشاعر سعودي.
- 2013 - عبد الكريم الفيلالي، مؤرخ مغربي.
- 2020 -
  - خواكبن سالبادور لابادو (كينو)، رسام قصص مصورة أرجنتيني، مبتكر شخصية مافالدا.
  - ياسر عبد اللطيف ممثل ومخرج مسرحي سوداني.

## أعياد ومناسبات
- اليوم الدولي للترجمة.
- عيد الاستقلال في بوتسوانا.

## وصلات خارجية
- وكالة الأنباء القطريَّة: حدث في مثل هذا اليوم.
- النيويورك تايمز: حدث في مثل هذا اليوم.
- BBC: حدث في مثل هذا اليوم.